# Iso-Paihmas
Iso-Paihmas är en sjö i kommunen Kangasniemi i landskapet Södra Savolax i Finland. Sjön ligger 133,3 meter över havet. Arean är 1,09 kvadratkilometer och strandlinjen är 6,38 kilometer lång. Sjön  ingår i Kymmene älvs huvudavrinningsområde.   Den ligger omkring 60 kilometer nordväst om S:t Michel och omkring 240 kilometer norr om Helsingfors. 